# Anthurium longicuspidatum
Anthurium longicuspidatum är en kallaväxtart som beskrevs av Adolf Engler. Anthurium longicuspidatum ingår i släktet Anthurium och familjen kallaväxter. Inga underarter finns listade.